# Salazar de las Palmas
Salazar de las Palmas (of Salazar) is een gemeente in het Colombiaanse departement Norte de Santander. De gemeente telt 9272 inwoners (2005).

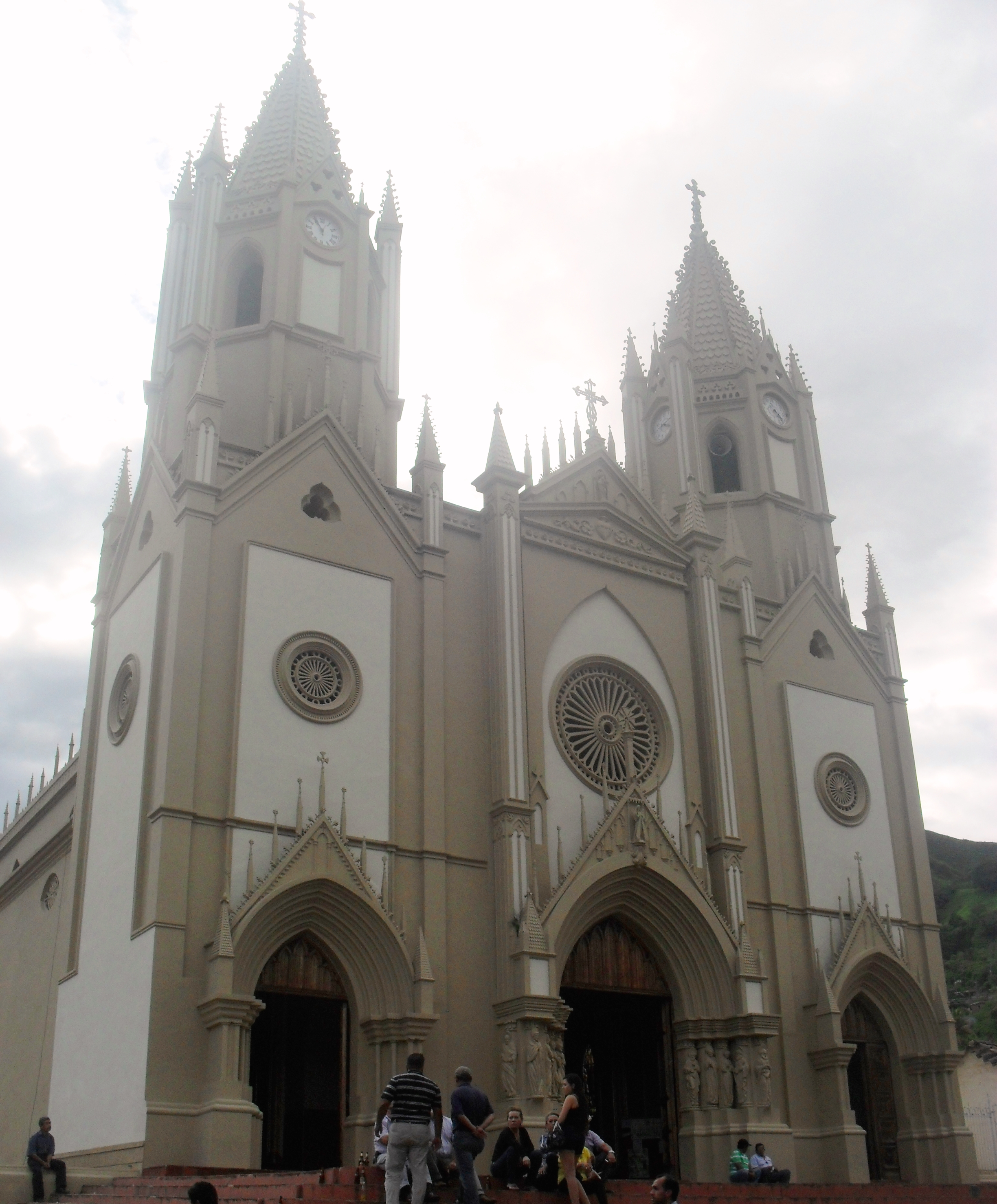
Kerk van St. Paulus in Salazar de las Palmas
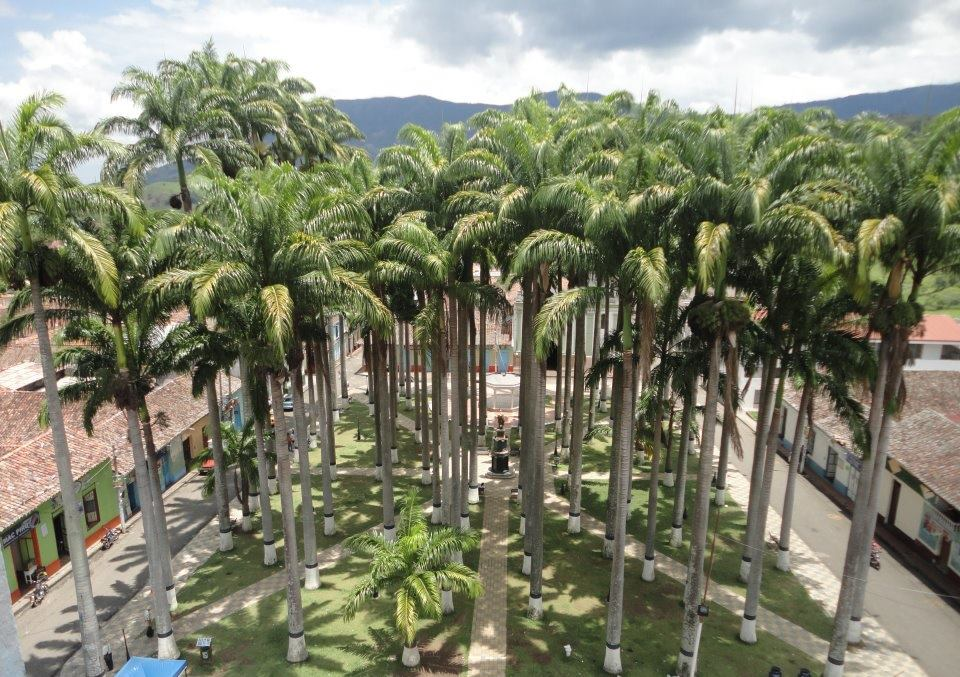
Centrum
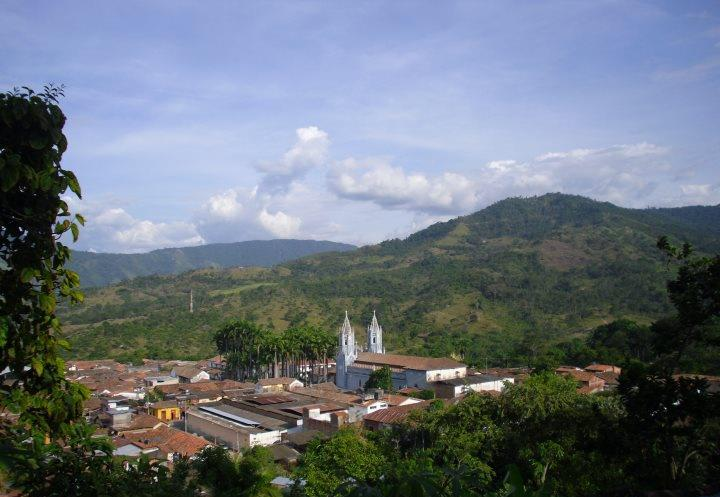
Salazar de las Palmas

- Library of Congress Control Number: n85078539
- Nationale Bibliotheek van Israël: 987007557659905171
- Virtual International Authority File: 123216830

Abrego · Arboledas · Bochalema · Bucarasica · Cáchira · Cácota · Chinácota · Chitagá · Convención · Cúcuta · Cucutilla · Durania · El Carmen · El Tarra · El Zulia · Gramalote · Hacarí · Herrán · La Esperanza · La Playa · Labateca · Los Patios · Lourdes · Mutiscua · Ocaña · Pamplona · Pamplonita · Puerto Santander · Ragonvalia · Salazar de las Palmas · San Calixto · San Cayetano · Santiago · Sardinata · Silos · Teorama · Tibú · Toledo · Villa Caro · Villa del Rosario